# Charles Coward
Charles Joseph Coward, noto anche con lo pseudonimo di Conte di Auschwitz (30 gennaio 1905 – Londra, 21 dicembre 1976), è stato un militare britannico fatto prigioniero durante la seconda guerra mondiale, salvò alcuni ebrei da Auschwitz: raccontò di essersi introdotto di nascosto nel campo e riuscì a far uscire clandestinamente diverse centinaia di prigionieri ebrei dai campi di concentramento. Successivamente testimoniò la sua esperienza nel processo all'IG Farben tenuto a Norimberga.

## Biografia
Coward si arruolò nell'esercito nel giugno 1924 e fu catturato nel maggio 1940 vicino a Calais mentre prestava servizio nell'8º reggimento di artiglieria reale di riserva. Riuscì in due tentativi di fuga prima ancora di raggiungere il campo di prigionia, in seguito tentò altre sette fughe; in un'occasione riuscì a ricevere la Croce di Ferro mentre si fingeva un soldato ferito in un ospedale da campo dell'esercito tedesco. Durante la prigionia fu un uomo problematico per i suoi carcerieri, organizzando diversi atti di sabotaggio mentre era al lavoro.
Nel dicembre 1943 fu trasferito nel campo di lavoro di Auschwitz III (Monowitz), vicino al campo di sterminio di Auschwitz II (Birkenau). Monowitz era sotto la direzione della società industriale IG Farben incaricata della costruzione di un impianto di gomma sintetica e di combustibile liquido. Il campo ospitava più di 10.000 schiavi ebrei, oltre ai prigionieri di guerra e ai lavoratori forzati provenienti da tutta l'Europa occupata. Coward e gli altri prigionieri di guerra britannici furono ospitati nel sottocampo E715, amministrato dallo Stalag VIII-B. Grazie alla sua padronanza della lingua tedesca, Coward fu nominato ufficiale di collegamento della Croce Rossa per i 1.200-1.400 prigionieri britannici. Grazie a questo ruolo di fiducia gli era permesso di muoversi abbastanza liberamente in tutto il campo e anche nelle città circostanti.
Fu testimone dell'arrivo dei treni carichi di ebrei al campo di sterminio. Insieme agli altri prigionieri britannici contrabbandò cibo e altri beni per i detenuti ebrei. Scambiò anche dei messaggi in codice con le autorità britanniche tramite le lettere destinate a un fittizio William Orange (nome in codice usato per il War Office), fornendo informazioni sui militari, sulle condizioni dei prigionieri di guerra e degli altri prigionieri nei campi, nonché date e numeri inerenti l'arrivo dei treni carichi di ebrei. In una occasione gli fu recapitato di nascosto un biglietto dal medico di bordo di una nave bloccata a Mankowitz. Coward, deciso a contattarlo direttamente, riuscì a scambiare i vestiti con un detenuto al lavoro e trascorse la notte nel campo ebraico, constatando in prima persona le condizioni orribili in cui erano tenuti i prigionieri. Non riuscì a identificare l'individuo, in seguito scoprì essere Karel Sperber. Questa esperienza costituì la base della sua successiva testimonianza nei processi del dopoguerra. Determinato a fare qualcosa, Coward utilizzò le forniture della Croce Rossa, in particolare il cioccolato, per "comprare" dalle guardie SS i cadaveri dei prigionieri morti, compresi i lavoratori forzati civili belgi e francesi, poi consegnò i documenti e gli abiti prelevati dai cadaveri non ebrei ai fuggitivi ebrei, che sfruttarono queste nuove identità per uscire di nascosto dal campo. Coward continuò con questo piano in numerose occasioni, riuscendo a salvare almeno 400 ebrei.
Nel dicembre 1944 Coward fu rimandato al campo principale dello Stalag VIII-B di Lamsdorf (oggi Łambinowice in Polonia) e nel gennaio 1945 i prigionieri di guerra furono condotti sotto scorta in Baviera dove alcuni furono liberati.

### Dopoguerra
Nel dopoguerra Coward testimoniò al processo per crimini di guerra di Norimberga, dove descrisse le condizioni di vita nel campo di Monowitz, il trattamento dei prigionieri di guerra alleati, dei prigionieri ebrei e la posizione delle camere a gas. Nel 1953, Coward apparve anche come testimone nel "processo Wollheim", nel quale Norbert Wollheim fece causa per il suo stipendio alla IG Farben in qualità di ex lavoratore ridotto in schiavitù chiedendo il risarcimento per danni.
Nel gennaio 1955, Coward si unì alla Old Comrades Lodge No. 4077 della UGLE.

## Rivendicazioni
Dopo la morte di Coward, le sue affermazioni furono trattate con un certo scetticismo. Una delle maggiori difficoltà fu l'incapacità di conoscere i compagni sopravvissuti nella fuga, è possibile che siano stati catturati e uccisi. Quando lo stesso Coward fu interrogato dai ricercatori di Yad Vashem nel 1962, offrì pochi dettagli sulle identità o sul loro destino riferendo:"Non si sa esattamente quante di queste persone abbiano riacquistato la libertà, perché alcune persone hanno preso strade diverse verso destinazioni diverse". E aggiunse:"E naturalmente di loro non è stato tenuto alcun registro perché una volta arrivati nel nuovo paese, sono stati loro consegnati documenti speciali e forse con nomi diversi."
La posizione revisionista valuta che Coward potrebbe aver salvato alcuni ebrei ma non centinaia.

## Nella cultura di massa
Nel 1954 fu pubblicato il libro di John Castle, The Password Is Courage, dove furono descritte le attività di Coward in tempo di guerra. Da allora ha visto dieci edizioni stampate e rimane ancora oggi in stampa. Sul retro della copertina dell'edizione attuale, è pubblicizzato come "L'uomo che fece irruzione ad Auschwitz" (che è anche il titolo del libro di Denis Avey).
Dal libro è stato adattato un film nel 1962 anch'esso intitolato The Password Is Courage (in italiano: Parola d'ordine: coraggio) con Dirk Bogarde. Rispetto al libro, il film faceva solo riferimenti fugaci al Coward detenuto ad Auschwitz e si concentrava invece sulle sue fughe aggiungendo anche una relazione romantica cinematografica.
Fu il soggetto dello show TV This Is Your Life nel 1960 di Eamonn Andrews al BBC Television Theatre.

## Onorificenze

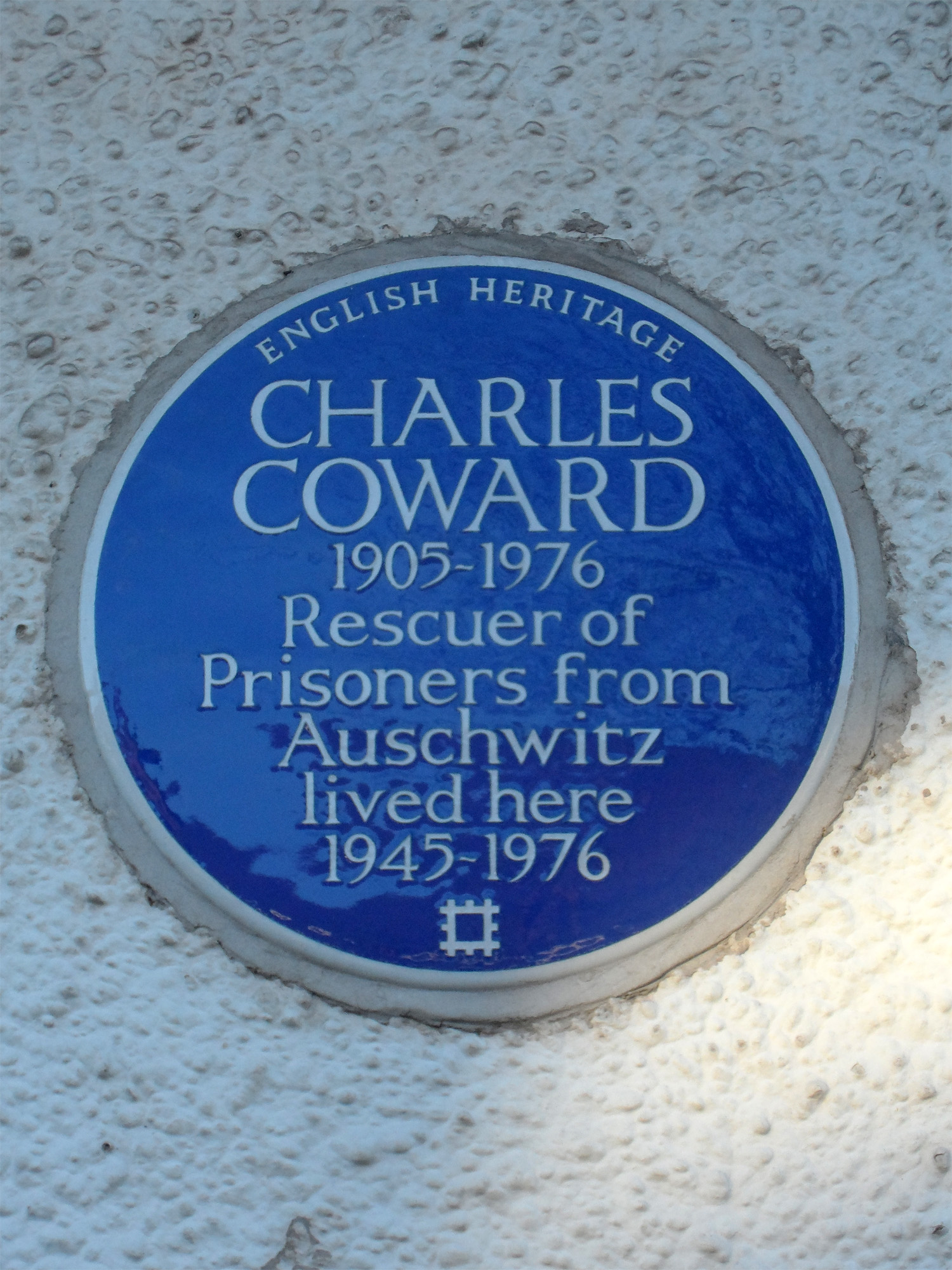
Targa blu dell'English Heritage che commemora Coward nella sua casa in 133 Chichester Road, Londra

Nel 1963 fu nominato Giusto tra le Nazioni e fu piantato un albero in suo onore nel Giardino dei Giusti a Yad Vashem.
Nel 2003 fu commemorato con l'affissione di una targa blu nella sua casa a Londra al 133, Chichester Road, Edmonton, dove visse dal 1945 fino alla sua morte.
Il North Middlesex Hospital ha un reparto "Charles Coward" dedicato in suo onore.
Nel 2010, Coward è stato nominato postumo Eroe britannico dell'Olocausto dal governo britannico.